# Dobroszláv Lajos
Dobroszláv Lajos  (Vinga, 1902. május 10. – Tata, 1986. augusztus 8.) Munkácsy Mihály-díjas magyar festőművész, Dobroszláv József festőművész apja.

## Életpályája
Bolgár családból származott. Egyik nagyapja kántor-tanító, édesapja pedig vármegyei árvaszéki ülnök volt. Középiskoláit Temesvárott a piaristák gimnáziumában végezte, és ott is érettségizett. 1921-ben repatriáltatta magát, hogy tanulmányait Budapesten folytathassa.
1922 és 1926 között a Magyar Képzőművészeti Főiskola növendéke volt, ahol rajztanári oklevelet szerzett. Mesterei Glatz Oszkár és Edvi Illés Aladár volt.
1926-tól Felsőgallán dolgozott pedagógusként. 1939 óta szerepelt kiállításokon. 1942-ben költözött Tatára, ahol haláláig élt és alkotott. Rajztanárként 1943 és 1950 között a tatai piarista gimnáziumban, illetve 1948-tól az Eötvös József Gimnáziumban dolgozott. Ő volt 1950-től 1954-ig a tatai Kuny Domonkos Múzeum igazgatója. Elsőként ő rendszerezte a múzeum gyűjteményét.

## Emlékezete
- 2013-ban a tatai Esterházy-kastély adott otthont az V. Aquarell Biennálénak, amelyet a Fellner Jakab Kulturális Egyesület szervezett. A tárlaton nemcsak Dobroszláv Lajos művei voltak egy különteremben kiállítva, hanem Dobroszláv Lajos mellszobrának festett gipszváltozata is látható volt. A szobor  Laborcz Éva szobrászművész alkotása. (Az eredeti bronz öntvényű alkotás az Angol Parkban látható.)[4]
- Tatán utcát neveztek el róla.

## Alkotói stílusa
Az artportal.hu írja róla: „A negyvenes években és az ötvenes évek elején nagyméretű, bányász témájú olajfestményeket festett, majd lírai hangvételű, posztimpresszionista szemléletű természetábrázolások révén vált az akvarellfestés egyik legjelentősebb hazai mesterévé.”

## Díjai, elismerései
- 1950: Munkácsy Mihály-díj
- 1952: Dunántúli Táj-pályázat II. díja
- 1971: Pro Tata díj
- 1972: Komárom Megyei Tanács Művészeti díja
- 1972, 1982: Munka Érdemrend arany fokozata
- 1977: Tata Művészeti díja

## Egyéni kiállításai
- 1947 • Szalmásy Galéria, Budapest • Piarista Gimnázium, Tata
- 1952 • Fényes Adolf Terem, Budapest • Kuny Domonkos Múzeum, Tata
- 1953 • Finta Múzeum, Túrkeve
- 1955 • Derkovits Terem, Budapest
- 1964 • Kuny Domonkos Múzeum, Tata
- 1972 • Ernst Múzeum, Budapest • Vaszary Terem, Kaposvár
- 1977 • Munkásmozgalmi Múzeum, Tatabánya
- 1982 • Csontváry Galéria, Budapest (kat.) • Kuny Domonkos Múzeum, Tata
- 1983 • Népház Galéria, Tatabánya [Dobroszláv Józseffel]
- 1984 • Derkovits Terem, Szombathely
- 1987 • Emlékkiállítás, Kuny Domonkos Múzeum, (kat.) Tata
- 1988 • Csók Galéria, Budapest

## Részvétele csoportos kiállításokon (válogatás)
- 1950 • 1. Magyar Képzőművészeti kiállítás, Műcsarnok, Budapest
- 1952 • Dunántúli táj, Székesfehérvár
- 1957 • Tavaszi Tárlat, Műcsarnok, Budapest
- 1958-1986 • Komárom-Esztergom megyei képzőművészek kiállításai.

## Művei közgyűjteményekben
- Keresztény Múzeum, Esztergom
- Kuny Domonkos Múzeum, Tata
- Magyar Nemzeti Galéria, Budapest
- Tatabányai Múzeum, Tatabánya.